# Aloe verecunda
Aloe verecunda ist eine Pflanzenart der Gattung der Aloen in der Unterfamilie der Affodillgewächse (Asphodeloideae). Das Artepitheton verecunda stammt aus dem Lateinischen, bedeutet ‚bescheiden‘ und verweist darauf, dass die Blätter im Winter vertrocknen und die Pflanzen kaum noch zu erkennen sind.

## Beschreibung

### Vegetative Merkmale
Aloe verecunda wächst stammlos oder kurz stammbildend, ist einfach oder in der Regel sprossend und gruppenbildend. Der Stamm erreicht eine Länge bis zu 20 Zentimeter und ist 2 Zentimeter dick. Die acht bis zehn linealischen Laubblätter sind für gewöhnlich zweizeilig angeordnet, bilden jedoch manchmal fast eine Rosette. Die trübgrüne Blattspreite ist 25 bis 35 Zentimeter lang und 0,8 bis 1 Zentimeter breit. Auf der Blattunterseite befinden sich nahe der Basis viele kleine weiße Flecken. Die weichen, weißen Zähne am Blattrand sind winzig und stehen 2 bis 7 Millimeter voneinander entfernt.

### Blütenstände und Blüten
Der einfache Blütenstand erreicht eine Länge von 25 Zentimeter. Die dichten Trauben sind kopfig. Die eiförmig-spitzen Brakteen weisen eine Länge von 20 Millimeter auf und sind 15 Millimeter breit. Die scharlachroten, grünlich gespitzten Blüten stehen an 25 bis 30 Millimeter langen Blütenstielen. Sie sind 26 bis 30 Millimeter lang und an ihrer Basis kurz verschmälert. Auf Höhe des Fruchtknotens weisen die Blüten einen Durchmesser von 12 Millimeter auf. Darüber sind sie nicht verengt. Ihre äußeren Perigonblätter sind nicht miteinander verwachsen. Die Staubblätter und der Griffel ragen kaum aus der Blüte heraus.

## Systematik und Verbreitung
Aloe verecunda ist in den südafrikanischen Provinzen Nordwest, Limpopo, Gauteng und Mpumalanga in Grasland zwischen Felsen in Höhen von 1000 bis 1900 Metern verbreitet.
Die Erstbeschreibung durch Illtyd Buller Pole-Evans wurde 1917 veröffentlicht.

## Nachweise